# 伊万·伊里因
伊万·亚历山德罗维奇·伊里因（羅馬化：Ivan Aleksandrovich Il'in；1883年4月9日—1954年12月21日），俄羅斯宗教及政治哲學家、白俄記者，俄羅斯全軍聯盟的理論家。
他出生在莫斯科，留里克家族的後裔。1901年進入莫斯科國立大學法學院學習。他不贊成1905年俄國革命，也沒有積極參與學生政治運動。在學校，他在基督教法學哲學家兼政治自由主義者帕维尔·诺夫戈罗德采夫的影響下對哲學產生了興趣。1906年取得法學學位，1909年開始從事研究員工作。1911年，他在西歐住了一年，寫了一篇關於19世紀理性主義哲學衰落的文章。之後回到莫斯科大學開設「法律哲學導論」課程。
1914年，在第一次世界大戰爆發以後，叶夫根尼·特鲁别茨科伊亲王安排了一系列關於「戰爭意識形態」的公開講座。伊里因在一場講座中宣稱自己是所有戰爭的反對者，但如果俄羅斯捲入戰爭，每個俄羅斯人都有責任支持自己的國家。他的立場與大部份討厭德國和沙俄的俄國法學家迥異。
1917年，俄國二月革命爆發，他與不少知識分子一樣，認為這次革命是對人民的解放。然而發生十月革命，令他非常失望，他評價革命是俄羅斯歷史上最可怕的災難，整個國家崩潰了。但他依然留在了俄羅斯，於1918年成為莫斯科大學的法學教授。從1918年4月起，他因涉嫌反共活動而入獄多次。1922年，他與一百六十餘名知識分子登上哲學船離開俄國。此後他在德國柏林居住，成為白俄運動的主要理論家，在德國和其他歐洲國家講學。1938年在谢尔盖·拉赫玛尼诺夫的財政幫助下，前往瑞士日內瓦工作。1954年在蘇黎世州的措利孔去世。

## 思想

### 關於俄羅斯
流亡國外後，伊里因認為，俄羅斯不應該被當時的蘇俄共產主義所批判，期待未來的俄羅斯會通過基督教法西斯主義來解放自己（p. 21）。從1918年關於黑格爾哲學的論文開始，伊里因撰寫了許多與俄羅斯歷史使命有關的政治、社會和精神方面的書籍。他研究的問題之一是：是什麽原因最終導致俄羅斯走向革命的悲劇？他回答說，原因是俄羅斯人「軟弱、受傷的自尊心」。
於是，國家與人民之間產生了相互猜忌和猜疑。當局和貴族不斷濫用權力，破壞人民的團結。伊雷因認為，任何國家都必須建立成一個社團，公民是其中具有某些權利和某些義務的成員。因此，伊雷因承認人的不平等是任何國家的必然狀態。但這意味著受過教育的上層階級對未受過教育的下層階級負有特殊的精神指導責任。這種結構在俄羅斯是看不到的。
另一點是俄羅斯民眾對私有財產的錯誤態度。伊里因寫道，許多俄羅斯人認為，私有財產和大莊園不是通過辛勤勞動獲得的，而是通過權力和官員的弊政攫取的。因此，財產被與不誠實的行為聯繫在一起。
在他1949年的文章中，伊里因反對極權主義和「形式上的」民主，支持在俄羅斯建立「第三條道路」的國家：
面對這一創造性的任務，外國政黨對形式上的民主的訴求仍然是幼稚、輕率和不負責任的。
對伊里因來說，任何將烏克蘭從俄羅斯分離的言論都是俄羅斯的敵人。他反駁稱，個人可以選擇自己的國籍，就像細胞可以決定他們是否是身體的一部分一樣（p. 23）。

### 論法律意識的概念
如上文所述，權力濫用和俄羅斯人錯誤的私人財產觀是導致平等主義和發生革命的兩個原因。 根據伊里因的說法，俄羅斯的另一條道路是在道德和宗教信仰的基礎上發展個人應有的“法律意識”。伊里因在去世前的20多年裡對自己提出的「法律意識」概念進行發展，他將其理解為個人對法律的正確理解和服從。
伊里因在世的時候拒絕出版自己的主要著作《關於法律意識的本質》，而是不斷進行修訂。他認為法律意識對於法律的存在至關重要。沒有對法律和正義的正確理解，法律就無法存在。

### 關於君主制
伊里因的另一部主要著作《論君主制》未能完成。他計劃寫一本關於現代世界君主制本質及其與共和制的區別的書籍。該書由十二章組成，但他只寫完了引言和七章就去世了。伊雷因認為，主要區別不在於法律問題，而在於普通民眾的法律良知。根據伊雷因的說法，主要區別如下：
- 在君主制政體中，法律意識傾向於將國家內的人民團結起來，而在共和政體中，法律意識傾向於無視國家對社會的作用；
- 君主制的法律意識傾向於將國家視為一個家庭，將君主視為一個家父（Pater familias），而共和制的法律意識則否認了這一觀念。既然共和制的法律良知在共和制國家裡推崇個人自由，人們就不承認全國人民是一家人；
- 君主制的法律意識非常保守，容易守舊，而共和制的法律意識總是渴望迅速改變。

伊里因是一位君主主義者。他認為，君主制的法律意識與宗教虔誠、家庭等價值觀相協調。他認為理想的君主應該為國家利益服務且不屬於任何政黨，無論人民信仰是什麼，都能體現人民的整體團結。
然而，他對俄羅斯的君主制持批評態度。他認為，尼古拉二世是1917年俄羅斯帝國崩潰的罪魁禍首，對此要負有很大的責任。尼古拉二世的退位以及隨後他兄弟米哈伊爾·亞歷山德羅維奇的退位是決定性錯誤，這導致了君主制的廢除和隨之而來的混亂。
他還批評了許多著名的流亡者，其中包括自封為流亡沙皇的基里尔·弗拉基米洛维奇大公。

### 法西斯主義和反猶主義
伊里因的一些作品（包括那些在1945年德國戰敗後寫的）鼓吹法西斯主義。最初，他將阿道夫·希特勒視為反對布爾什維克主義的文明捍衛者，並承認希特勒的反猶太主義起源於俄羅斯白人的意識形態（p. 20）。1933年，他發表了一篇題為《國家社會主義：新精神》的文章，支持納粹黨對德國的統治。
另一位白俄作家羅曼·古爾指控伊里因是反猶太主義者。在寫給伊里因的一封信中古爾指出，伊雷因懷疑所有反對他的都是猶太人，對此古爾感到憤怒。

## 後世影響
伊里因的觀點對一些20世紀的俄羅斯作家產生了影響，包括亞歷山大·索爾仁尼琴、亞歷山大·杜金，以及許多俄羅斯民族主義者。截至2005年，23卷的伊里因文集已在俄羅斯出版。
蘇聯解體後，俄羅斯電影製片人尼基塔·米哈尔科夫在宣傳伊里因的思想上發揮了重要作用。他撰寫了幾篇關於伊里因的文章，並提出將他的遺體從瑞士遷回到莫斯科的頓河修道院的想法，這位哲學家遺願在那裡永眠。安葬儀式於2005年10月舉行。
1963年伊里因的妻子去世後，伊里因學者尼古拉·波爾托拉茨基將伊里因的手稿和論文從蘇黎世帶到密歇根州立大學，波爾托拉茨基在那裡擔任俄語教授。2006年5月，密歇根州立大學將伊里因的論文移交給到隸屬於俄羅斯文化部的俄羅斯文化基金會。
伊里因的言論曾被俄羅斯總統弗拉基米爾·普京引用，一些觀察家認為是普京的主要思想靈感來源於此。普京親自參與將伊里因的遺體運回俄羅斯，還在2009年親自去他的墳墓獻祭。